# Base Molodiózhnaya
Molodiózhnaya o Molodezhnaya (en ruso:Молодёжная, que significa Juventud) es una base de verano de Rusia en la Antártida. Está ubicada en las colinas Thala a 500-600 metros de la costa en la bahía de Alasheyev de la Tierra de Enderby, en el sector que enfrenta al océano Índico occidental llamado mar de los Cosmonautas. Fue inaugurada por la Unión Soviética el 14 de febrero de 1962 y heredada por Rusia a partir de 1991. 
Durante mucho tiempo la Base Molodiózhnaya, siendo el objeto más grande de su tipo, fue considerada la capital de la Antártida soviética. Alrededor de setenta edificios alineados en las calles funcionaban en la base. Hasta 150 personas podían habitarla y tenía complejos residenciales y laboratorios de investigación. 
A 12,3 km de la base y a 225 m s. n. m. se encuentra el aeródromo de Molodiózhnaya. El 13 de febrero de 1980 se abrió la ruta aérea intercontinental de Moscú al aeródromo de Molodiózhnaya vía Maputo en Mozambique con el aterrizaje de un IL-18D. En 1981 la pista quedó terminada y comenzaron los vuelos regulares entre los meses de octubre y febrero, utilizando aviones Ilyushin IL-76TD e IL-18D. Tras el colapso de la Unión Soviética, la ruta fue abandonada en octubre de 1991 y el aeródromo dejó de utilizarse en noviembre de 1992. 
La Base Molodiózhnaya fue cerrada el 8 de julio de 1999. En enero de 2006 Rusia colocó en la base una estación meteorológica automática. Desde 2006 la expedición antártica de Bielorrusia ha trabajado en la base junto con los exploradores polares rusos.
Se reabrió como base de verano a partir de la temporada 2007-2008.
En marzo de 2013 16 exploradores polares rusos y 3 trabajadores polares bielorrusos trabajaron en la base. Inicialmente, los exploradores polares bielorrusos vivían y trabajaban a 18 km de la estación Molodiózhnaya, en el área del monte Vechernyaya, en los antiguos edificios de la URSS cercano al aeródromo. En 2016 la 8° Expedición Antártica Bielorrusa construyó en el mismo lugar módulos residenciales estableciendo la Base Vechernyaya como una estación independiente de Molodiózhnaya.